# كاتدرائية إشبيلية

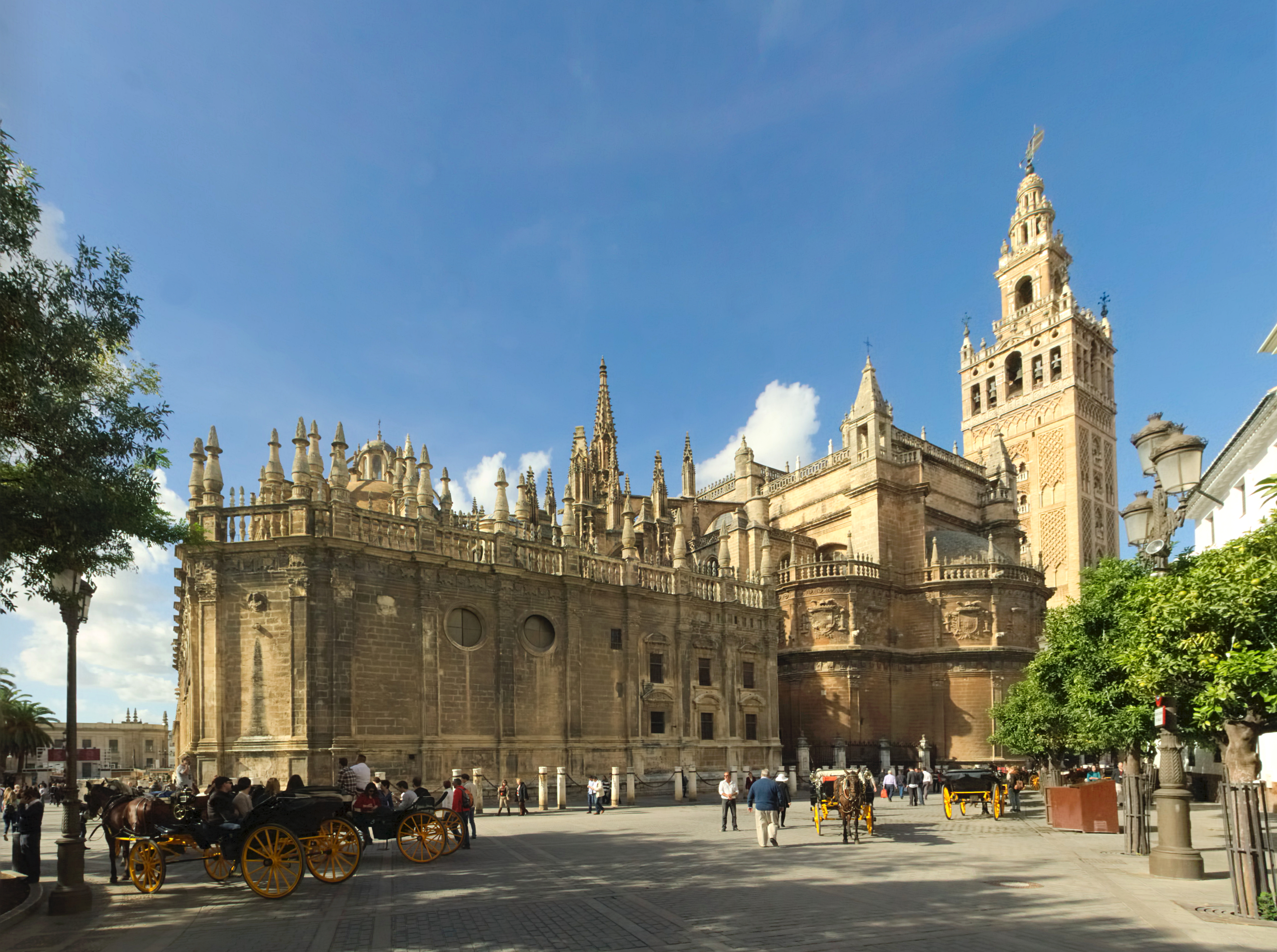
كاتدرائية إشبيلية.

كاتدرائيه إشبيلية أكبر كاتدرائيات القرون الوسطى القوطية. بنيت عندما أصبحت إشبيلية مركزًا تجاريًا رئيسيًا في السنوات التي أعقبت الاسترداد. شيدت كاتدرائية إشبيلية من 1401—1519 بعد الاسترداد على الموقع السابق للمسجد في المدينة، وقد اختيرت سنة 2007 لتكون واحدة من كنوز إسبانيا الإثنى عشر.

## أكبر كاتدرائيات الكاثوليك
كاتدرائية إشبيلية من بين أكبر جميع كاتدرائيات القرون الوسطى القوطية، سواء من حيث المجال والحجم. وأكبر من جميع كاتدرائيات الرومان الكاثوليك (كنيسة القديس بطرس إلا كونها الكاتدرائية)، وأيضا أكبر بناء ديني قوطي من القرون الوسطى، سواء من حيث المجال والحجم. ومن 76 مترا 115 مترا، وشيدت لتغطية الأراضي التي كانت تشغلها من قبل المسجد. ناف المركزي ترتفع إلى 42 مترا، اللوحة الرئيسية تعدّ أكبر مجموعة في العالم المسيحي.
الداخل هو الأطول في إسبانيا، وهو مزين بشكل مسرف، مع كمية كبيرة من الذهب. أعادت الكاتدرائية استخدام بعض الأعمدة من عناصر المسجد، ومعظمها بشكل مشهور، وجيرالدا، أصلا مئذنة، تحولت إلى برج الجرس. ومن تصدرت التمثال، المعروف محليا باسم el giraldillo، يمثلون الايمان. داخل البرج تم بناؤه مع التعليات بدلا من السلالم، لإتاحة المؤذن وآخرون للصعود إلى الأعلى. ترتفع «الجيرالدا» شامخة فوق أسطح منازل سيفييا، وتعدّ أهم معالم المدينة، وقد بنيت سنة 1184 كمئذنة لمسجد سيفييا الكبير الذي تحول مع مئذنته إلى كاتدرائية. يبلغ ارتفاع الجيرالدا 09 متراً، وقد تم بناء القمة المتحركة حسب اتجاه الرياح في القرن السادس عشر، ومنذ ذلك الحين أصبحت الجيرالدا تعرف بهذا الاسم نسبة إلى التمثال في أعلاها.
يواجه كاتدرائية سيفييا الكازار الذي وضع من قصر المدينة القديمة المغاربي؛ البناء الذي بدأ في 1181 واستمر لأكثر من 500 عاما، وأيضاً في عصر النهضة. الحدائق هي خليط من التقاليد المغاربية، الأندلسية، والمسيحية.

## تاريخ

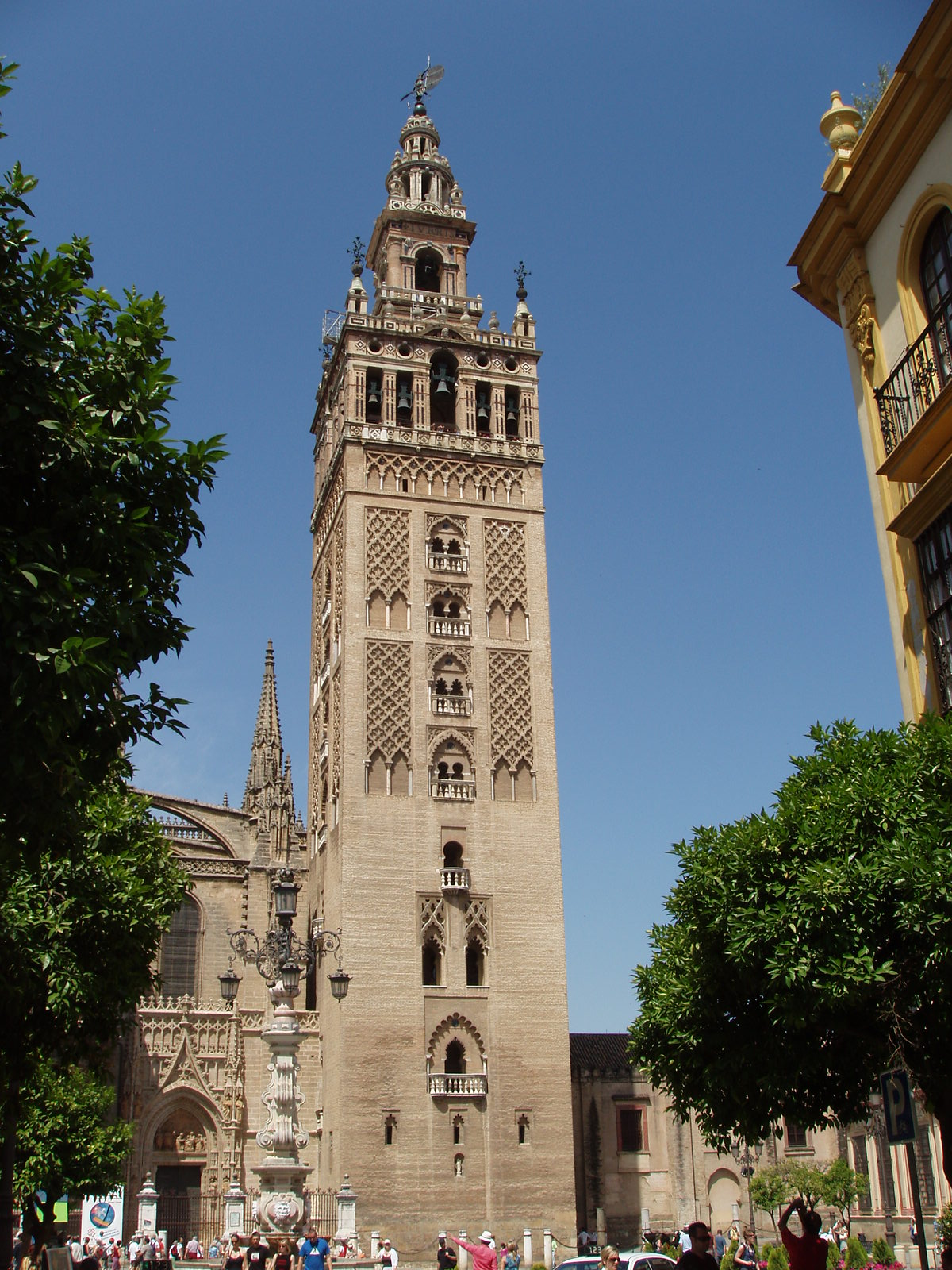
مئذنة المسجد الجامع, وعليه تقوم اليوم كاتدرائية "جيرالدا بسيفييا"

المسجد الجامع بالقصبة الذي أسسه «أبو يعقوب يوسف بن عبد المؤمن»، وعليه تقوم اليوم كاتدرائية سيفييا. لمـا خلفـه ابنـه أبـو يوسـف يعقـوب أمر والي إشبيلية بالإشراف على إتمام مشروع أبيه وإكمـال بنـاء مئذنـة تجاوز في ارتفاعها مئذنة قرطبة، ولم يتم بناء المئذنة إلا بعد انتصار أبي يوسـف يعقـوب المنصـور عـلى جـيوش قشتالة فـي موقعـة الأرك فـي 10 يوليـو عام 1195م/ 591هــ. وارتفعت المئذنة في رشاقة مشرفة على سهول إشبيلية. ويزين كل جـدار مـن جـدران المئذنـة شـبكتان من المعينات البارزة تختلف في كل وجه من وجوها، وتحتل المنطقة الوسطى بين الشبكتين أقواس متجاوزة ومفصصة في غاية الروعة والجمال.
ثـم أمـر«أبـو يوسف» بصنع التفاحات الأربع المذهبة لتتوج المئذنة، ورفعت في السفود البارز بـأعلى قبة المئذنة، ثم أزيحت عنها الأغشية التي كانت تغطيها في احتفال حضره الحاكم وولـي عهـده النـاصر وجميع بنيه وأشياخ الموحدين والقاضي وأعيان المدينة، وذلك في ربيع الآخر عام 594هـ/ 1197م. فبهرت ببريقها ولألأتها عيون الحاضرين.
ومن ساحة هذا المسجد الأخير كانت تتشعب كل طرق المدينة مؤدية إلى الأبواب المفتوحة بالأسوار، ومن العجيب حقا أن نرى اليوم بعض الطرق تحتفظ بتخطيطها القديم، إذ تمتد من طرف إلى آخر بالمدينة مارة بالمسجد.
ولمـا سـقطت إشبيلية في يد «فرناندو الثالث» ملك قشتالة، تحول المسجد الجامع إلى كنيسة ماريـا، وظـل المسجد قائما على تلك الحال دون أن تصيب عمارته أضرار جسيمة، ومع ذلك فقـد أقيمـت به عدة مصليات، منها المصلى الملكي، وتلاحقت عليه بعد ذلك المصائب على أثـر الزلـزال، فـاضطر المجـلس الكنسـي بإشـبيلية إلـى اتخاذ قرار بهدمه وبناء كاتدرائية بقرطبـة مكانه، وبالفعل هدم الجامع، ووضع حجر الأساس في البناء الجديد عام 804هـ/ 1402م، وقـد ظـل بهـو الجـامع -المعروف ببهو البرتقال- محتفظا بسلامته إلى حد كبير حتى تهدمت مجنبته الغربية عام 1026هـ/ 1618م.
مئذنة «جيرالدا بإشبيلية» أمـا المئذنـة فقـد تحـولت بعـد سـقوط إشـبيلية عـام 1246م. إلى برج للنواقيس ملحق بالكنيسـة ثـم سـقطت تفاحاتها الذهبية على أثر زلزال عام 756هـ/ 1355م. ثم أزالت إحـدى الصـواعق الجـزء العلوي من المئذنة عام 899هـ/ 1494م. كما سقط جزء آخر منهـا فـي زلـزال عـام 909هــ/ 1504م. وأقام الأسبان مكان هذا الطابق العلوي طابقا جديدا من البناء عام 974هـ/ 1567م، نصب في أعلاه عام 975هـ/ 1568م. تمثال من البرونز يدور مع الرياح، ومن هنا أطلق عليه اسم خيرالديو أو دوارة الهواء، وتحول هذا الاسم إلى «خيرالدا»، وأصبح يطلق منذ أوائل القرن الثامن عشر على البرج بأكمله.

## كريستوفر كولومبوس
أُعلن في 2006 عن نتائج بحث قام به فريق من جامعة غرناطة حول عظام الشخص المدفون في كاتدرائية سيفييا، أثبت فيه أنها تعود إلى كريستوفر كولومبوس (1451 ـ 1506).